# Instituto de Investigación en Informática de Albacete
El Instituto de Investigación en Informática de Albacete (I3A) es un centro de investigación en informática perteneciente a la Universidad de Castilla-La Mancha (UCLM) situado en la ciudad española de Albacete.
Ubicado en un edificio singular del Parque Científico y Tecnológico de Castilla-La Mancha, del que forma parte, tiene como uno de sus objetivos impulsar las nuevas tecnologías en Castilla-La Mancha. Fue inaugurado en 2005. La investigación, tanto básica como aplicada, es realizada por una plantilla de 100 profesionales.

## Superordenador Galgo
El Instituto de Investigación en Informática de Albacete alberga un superordenador de última generación fabricado por la compañía Hewlett Packard (HP), bautizada como Galgo, que permite la realización de grandes proyectos científicos de ámbito nacional e internacional, trabaja como lo harían 1200 ordenadores a la vez para siete grupos distintos de investigación en el ámbito de la UCLM. El superordenador está valorado en medio millón de euros.